# Rapière (bateau)
Pour l'épée, voir Rapière.
Le Rapière  (indicatif visuel L9061) est un ancien chaland de débarquement d'infanterie et de chars (CDIC) de la marine nationale française lancé en 1988 et appartenant depuis 2011 à la marine chilienne. Il portait le nom depuis le 21 juillet 1997, par décision du Ministre de la Défense, de Rapière et était devenu le 4e bâtiment de la Marine nationale à porter ce nom.

## Histoire
Mis à flot le 25 février 1988 aux chantiers navals de la société française de construction navale (SFCN) à Villeneuve-la-Garenne, le  Rapière a été admis au service actif le 28 juillet 1988. Il fut basé à Toulon, et intégra la Force d'action navale, il forma avec le CDIC Hallebarde, l'EDIC Sabre et les CTM de la flottille amphibie la drome des TCD classe Orage et Foudre.
Il a été remis à la marine chilienne le 23 décembre 2011 avec le TCD Foudre et les CTM 19 et CTM 24.

## Autres navires ayant porté ce nom
1. Une canonnière engagée dans la guerre franco-allemande de 1870,
2. Un torpilleur ayant participé à la Première Guerre mondiale,
3. Un  LSSL (Land Ship Support Large), un chaland de débarquement engagé dans la bataille du Day à partir du 3 juin 1951, pendant la guerre d'Indochine. Il obtint la croix de guerre des Théâtres d'opérations extérieurs, donnant le droit au dernier Rapière de porter la fourragère aux couleurs de cette décoration.